# Pommersches Archiv der Wissenschaften und des Geschmaks
Pommersches Archiv der Wissenschaften und des Geschmaks — czasopismo (kwartalnik) w języku niemieckim wychodzące w Szczecinie w latach 1783–1786, propagujące prądy oświeceniowe w artykułach naukowych, publicystyce i niewielkich tekstach literackich, wydawane przez J.Ph.A. Hahna i Gottharda Friedricha Pauliego.
W piśmie ukazało się wiele różnorodnych utworów literackich zarówno z zakresu epiki (opowiadania, nowele, legendy, anegdoty czy aforyzmy), jak i liryki czy nawet dramatu (pisanych nierzadko z pozycji oświeceniowego racjonalizmu). Pojawiały się również tłumaczenia z łaciny czy greki oraz z języków nowożytnych. Osobną grupę stanowiły recenzje i omówienia: teatralne, beletrystyki, nowych książek wydawanych w regionie, a także muzyczne. Ukazywały się nawet całe utwory muzyczne wraz z nutami, jak również artykuły poświęcone ogólnie muzyce czy pieśniom. 
W czasopiśmie publikowano również artykuły naukowe lub popularnonaukowe. Dominowały wśród nich teksty dotyczące historii, co znamienne jedynie regionalnej, zwłaszcza z okresu przed wojną trzydziestoletnią (księstwo zachodniopomorskie), co było bezpośrednią odpowiedzią na zgłaszane przez czytelników postulaty. Ukazywały się także teksty dotyczące geografii i biologii. Zgodnie z linią programową pisma (oświeceniowym racjonalizmem) pisano też artykuły z dziedzin społecznych: pedagogiki, psychologii czy filozofii; propagowano rozumowe podejście do rzeczywistości, konieczność rozwoju oświaty. Autorzy przykładali również dużą wagę do opisów najnowszych wynalazków techniki i rozwoju nauki, uważając je za niezwykle istotne dla zmian w sposobie życia przyszłych pokoleń. Nie rezygnowano też z tekstów i zestawień ekonomicznych (ale pozbawionych aspektów społecznych): artykułów kładących nacisk na rozwój produkcji i handlu, które miały stanowić punkt wyjścia do wzbogacenia się obywateli miasta, tabel dotyczących demografii regionu i obrotów w porcie morskim w Szczecinie.
Autorzy tekstów rekrutowali się nie tylko z samego Szczecina, były też osoby spoza niego. Wśród piszących poza oboma wydawcami (których teksty były dość liczne) znajdowali się m.in.: Ludwig Gotthard Kosegarten, J.E. August Thilo, R. Hering, Christian Wilhelm Haken, Alexander Bernhard Kölpin, G.S. Schröder, L.S.C. Sprengel i Karl Müchler. Znaczna część tekstów była anonimowa, wiele też było po prostu przedrukowywanych z różnych innych pism.
Wśród odbiorców (prenumeratorów) czasopisma przeważała kadra urzędnicza i kupcy z całego Pomorza Zachodniego, a także ludzie związani z szeroko rozumianą oświatą (profesorowie, nauczyciele, mniej licznie pastorzy), jak również wojskowi i szlachta.